# Српска православна капела Кулска водица у Кули
Кулска водица у Кули (пуним називом: капела рођења Пресвете Богородице), представља споменик црквене архитектуре на простору општине Кула 4 km северозападно од центра Куле а недалеко од пута Кула-Црвенка.

## Историја
Још увек живо предање везује постојање ове водице за име Арсенија III Чарнојевића, наводећи да је он са својом пратњом заноћио поред бунара и пио његову воду.
 Верује се да се средином 19. века догодило исцељење слепе девојчице код бунара, тада на салашу домаћина Радивоја Херцега. Као сведочење на овај и претходни догађај, житељи Куле су, изнад бунара, изградили параклис посвећен рођењу Пресвете Богородице.
Ова два догађаја су навела да православно становништво Куле и Српска православна црква прогласи ово место светим, и подигне данашњу капелу око 1885. године. У Календару бачке епархије за 1944. годину наводи да је Кулска водица саграђена нешто раније 1873. године и да је посвећена Св. Тројици.
Одлуком Православног епископа бачког бр.280 од 13. августа 1960. године, а на основу чл.108. тачка 7. Устава СПЦ Кулска се водица проглашава јавном богомољом и јавном просторијом на коме ће се месту моћи обављати света и јавна богослужења у све остале свештене радње и обреди. Водица је у присуству великог броја верника освећена на Малу Госпојину исте године.

## Архитектура и простор капеле
Капела припада типу капела са затвореним тремом. То је једнобродна грађевина са полукружном олтарском апсидом на којој су два мала прозорчића са гитерима. У трему је зидани бунар са четвороугаоном "секом". Трем је затворен вратима и решетком од кованог гвожђа. У наос се улази кроз двокрилна врата. На зиду у унутрашњости окачена је плоча са следећим натписом: "1958. године српске кулске жене оправиле су водицу са православним црквеним одбором са протом Слободаном Куљанчићем".
У другој просторији нема поделе простора на олтарски и наоски а плафон је у облику полукружног свода. Патос је у целој капели од опеке. У трему су са јужне и северне стране озидане клупе за седење, али и одлагање богослужбених предмета за време богослужења. Водица је окречена у бело. Покривена је бибер-црепом. Забатни зид је озидан степенасто, а на његовом врху је крст од кованог гвожђа.